# Cal Bassacs
Cal Bassacs o Els Bassacs és una antiga colònia tèxtil al peu del riu Llobregat, i actualment una entitat de població de Gironella, al Berguedà. El gentilici dels seus habitants és bassaquencs i bassaquenques. Es troba entre 1 i 2 km al sud del cap de municipi, i més enllà hi ha les colònies tèxtils de Viladomiu Vell i de Viladomiu Nou. A l'est, molt propera, hi ha la Urbanització de Cal Ramons. Pel mig de la colònia hi passa l'antiga carretera C-1411 d'Abrera a Bellver de Cerdanya, i a l'oest, la C-16 (Eix del Llobregat). També hi passa el sender de petit recorregut PR C-144, conegut com la Ruta de les colònies.
Disposa d'una parada d'autobusos de la línia Manresa-Berga, amb una freqüència d'uns 5-6 autobusos diaris, com també de la línia entre Barcelona i Berga. La companyia d'autobusos que hi opera és ALSA. Des de 1887 fins al 1973 va tenir també ferrocarril, el Tramvia o Ferrocarril Econòmic de Manresa a Berga, conegut com el Carrilet, de la línia Manresa-Berga-Guardiola, dels Ferrocarrils de la Generalitat de Catalunya.

## Història

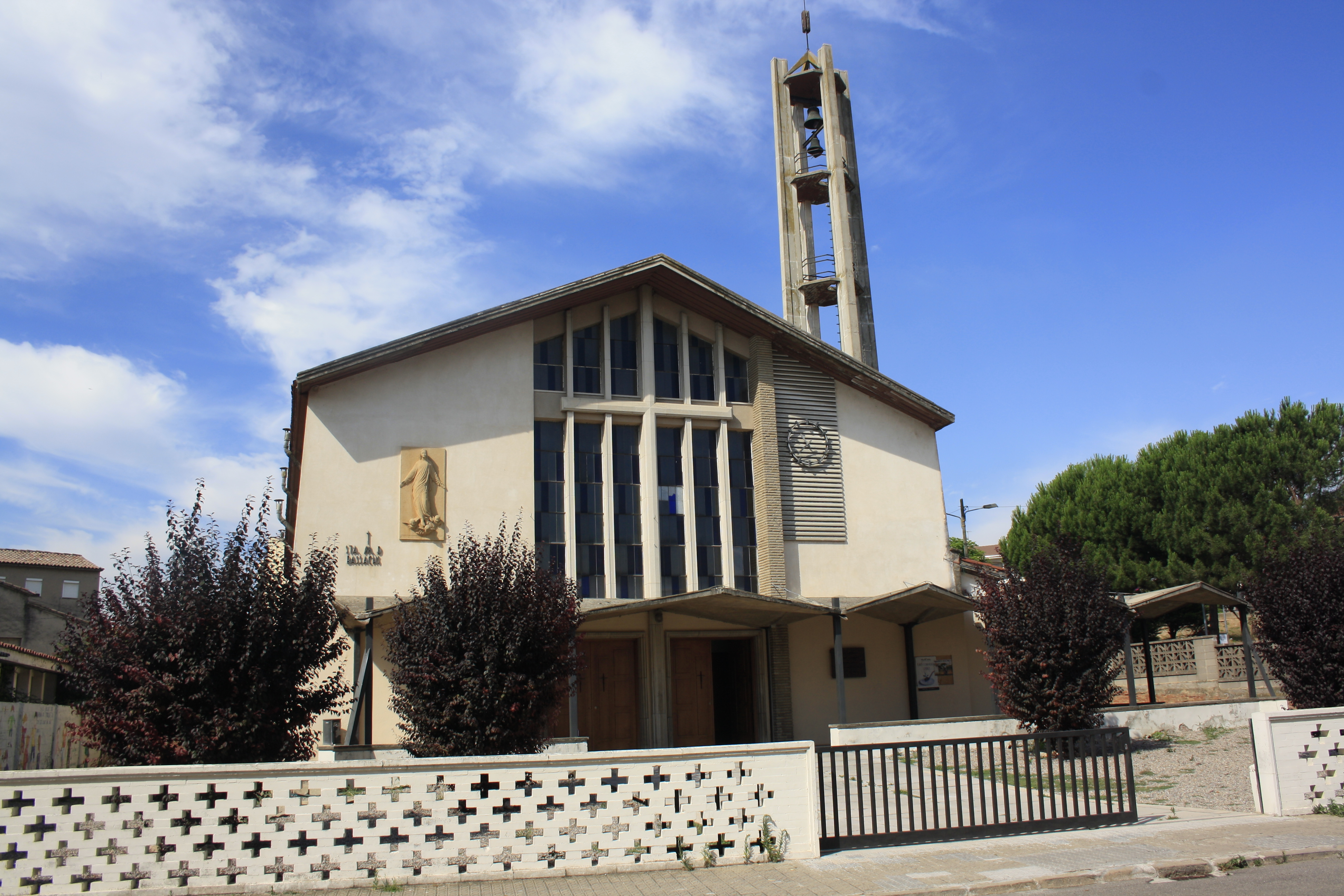
Església de Santa Maria de Bassacs

El poblamenr més antics de l'indret es pot situar al Neolític, ja que es varen trobar unes restes arqueològiques molt a prop de la capella de Sant Marc de Cal Bassacs, que es poden visitar al Museu de Berga.

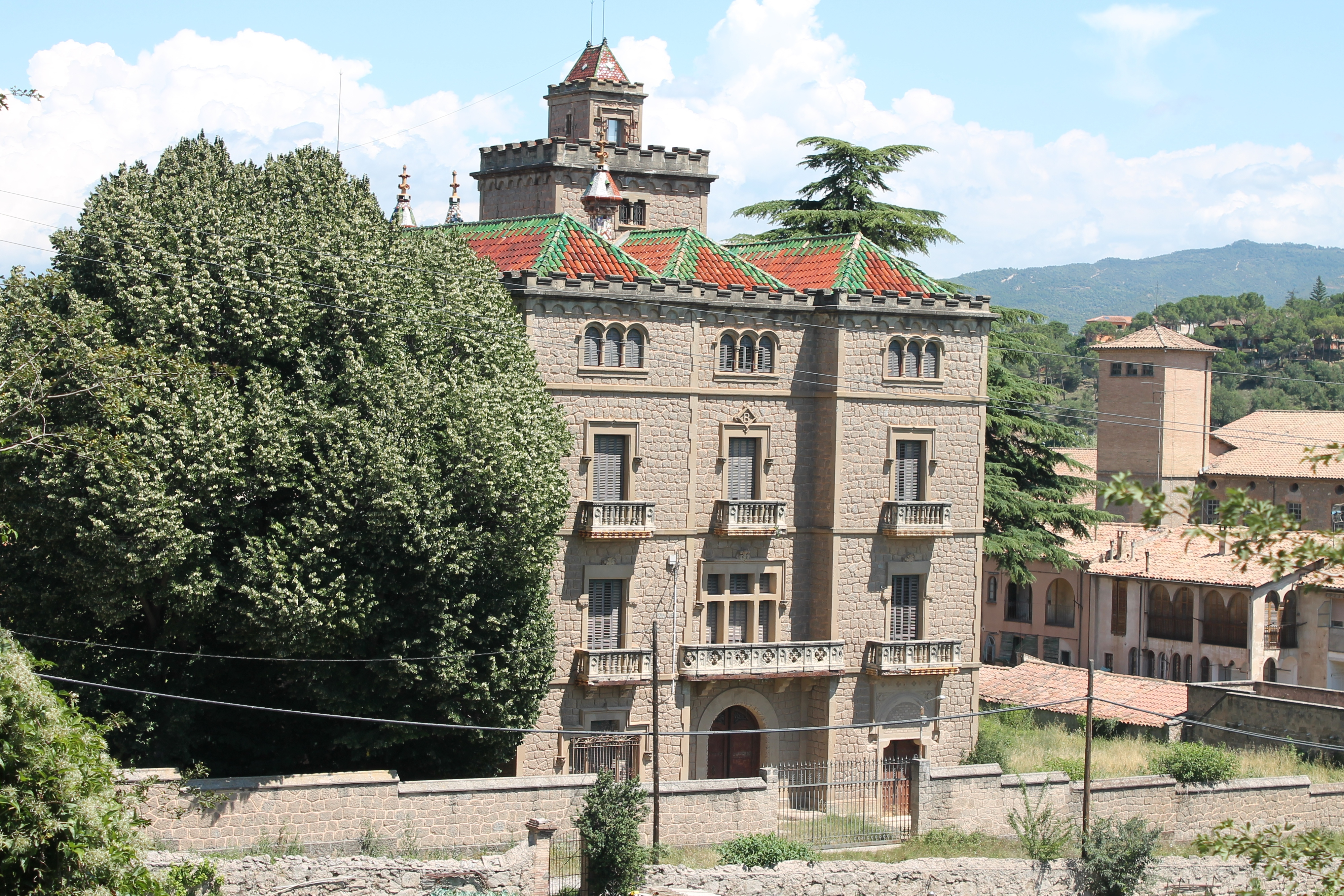
Torre de l'Amo de Cal Bassacs amb la fàbrica tèxtil al fons

La fàbrica que va donar origen a la colònia va ser construir per la iniciativa del matrimoni format per Joan Teixidor i Ballús (1809-1891) i Raimunda Bassacs i Fornells (1818-1883), una parella provinent de famílies de teixidors i filadors de la comarca (de Berga i Gironella, respectivament). Des de 1861 fins al 1896 van tenir una «fàbrica», amb deu telers de mà, a la seva casa pairal, a la plaça de l'església de Gironella, al mateix lloc on ara hi ha la casa-museu Teixidor-Bassacs. Al mateix temps, el 1861 compraven una peça de terra al costat del riu Llobregat, davant mateix del pont romànic de sant Marc, on més tard construirien la fàbrica. El 1862 demanaven permís a l'Ajuntament per construir una fàbrica i un molí fariner. Van necessitar finançar la inversió, ja que calia construir tota la infraestructura hidràulica a més de la industrial. Des del 1863 posseïen també una casa a Avià amb 11 telers, una màquina de bitlles i un ordidor. El 1869 comencen les obres de la resclosa i obtenen el permís per a l'aprofitament d'aigües del Llobregat per fer anar una fàbrica i un molí amb dues moles. El 1871 ja tenien la fàbrica i el canal construïts i compren els terrenys annexos. De fet, el molí no es va arribar a construir mai, ja que van acabar fent dues fàbriques.
Des de molt aviat, aquest nucli industrial era anomenat per tothom «cal Bassacs», probablement per la forta personalitat de Raimunda, una dona emprenedora i molt activa, sempre al capdavant del negoci familiar. A mesura que anaven construint ja llogaven parts de la fàbrica a petites empreses. El 1884, per exemple, segurament amb una de les dues fàbriques ja acabades, la van llogar als Torra de Manresa, que més endavant crearien la colònia de Cal Marçal. En general, Joan Teixidor responia al tipus d'industrials que tenen fàbriques però no fabriquen ells mateixos, sinó que les arrenden, per tant el negoci el fan indirectament a partir del tèxtil. Durant molts anys, els llogaters més importants foren Marc Bassany de Sallent –un dels primers socis de Tomàs Viladomiu i Bertran fundador de Viladomiu–, i Pau Forasté i Casals de Barcelona –documentat del 1892 al 1903–, que es dedicava a la filatura,
El matrimoni Teixidor-Bassacs van fer donació en vida d'una de les dues fàbriques al seu fill Antoni, que la feia funcionar des de l'any 1863; aleshores era una petita fàbrica de tres pisos amb un total de 600 m², i una turbina de 150 CV, i compartia, amb la fàbrica dels pares, un pati i una caseta. Quan va morir Joan Teixidor, el 1891, a l'edat de 82 anys, les dues fàbriques ja estaven totalment acabades, i s'havien construït els magatzems i els pisos per als treballadors. En el seu testament confirma la donació d'una fàbrica al seu fill Antoni i fa hereus de la resta a la seva filla Concepció i el seu gendre, Josep Fusté i Teixidor. Aquests no van fer només d'arrendataris de la fàbrica (llogant parts de la fàbrica a altres petites empreses), sinó que també foren fabricants. Al mateix temps, l'augment de població també fou provocat per l'arribada del carrilet i el pas de la carretera de Barcelona a Berga i Castellar de N'Hug, ja que, a part dels pisos de la colònia, es va començar a construir al peu de la carretera, on s'instal·laren alguns serveis i comerços. Posteriorment, es van anar obrint i urbanitzant nous carrers.
El 31 de maig de 1914 es va cremar la fàbrica. En aquell moment ja havia mort Josep Fusté, i era la vídua, Concepció Teixidor i Bassacs, qui portava l'empresa, amb l'ajuda del director, Esteve Esparbé i Garriga. L'incendi va paralitzar força temps la fàbrica, però l'activitat industrial es va reprendre i fins i tot ampliar, ja que el 1919 van llogar la fàbrica veïna dels parents per 15 anys. El 1925, a la mort de Concepció Teixidor, fou el seu fill Salvador Fusté i Teixidor qui va heretar la fàbrica, el qual havia cursat els estudis d'enginyeria industrial. En morir Salvador Fusté, el 1949, feu hereu el seu nebot, Josep M. Minoves i Fusté, el qual esdevingué el principal accionista de la companyia.
Als últims anys del segle xx, els hereus d'Antoni i els successors de Concepció van fusionar les dues fàbriques i les van convertir en una societat anònima.
Després de patir la crisi del tèxtil amb diverses reduccions, l'empresa Hilados y Tejidos Fusté SA va tancar definitivament el 2002.

## Economia
- Indústria de planxisteria d'automòbils. A l'antiga nau de la colònia tèxtil Teixidor-Bassacs hi ha ubicada una planta de l'empresa Planxisteria Berguedana.
- Indústria variada: Agropecuària, Mecànica, Ciment, ...
- Sector Serveis: Mestres, restauradors, botiguers, ...
- Construcció

## Equipaments
- CEIP Sant Marc: Escola Pública d'ensenyament Infantil i Primari
- Llar d'Infants l'Estel (Gironella-Bassacs): Guarderia i Llar d'Infants Municipal
- Pont sobre el riu Llobregat que comunica Cal Bassacs amb la Zona Esportiva de Gironella (Camp de Futbol, Piscines, Pavelló Esportiu, Pistes de Tenis)
- Polígons Industrials: Polígon Industrial Camp de Pals, Polígon Industrial de Can Ginyola, Fàbrica dels Teixidor-Bassacs, Fàbrica Fígols
- Església de Santa Maria de Bassacs. Destinada al culte de l'església catòlica. Pertanyent a l'Arxiprestat de Gironella-Puig-reig i al Bisbat de Solsona
- Local de l'Associació de Veïns de Cal Bassacs
- Farmàcia, bars-Restaurants, hotel, botigues de queviures, forn de pa, perruqueries, fusters, manyans, ferrers, fusters d'alumini, planxisteria
- Estació de Servei

## Turisme i patrimoni

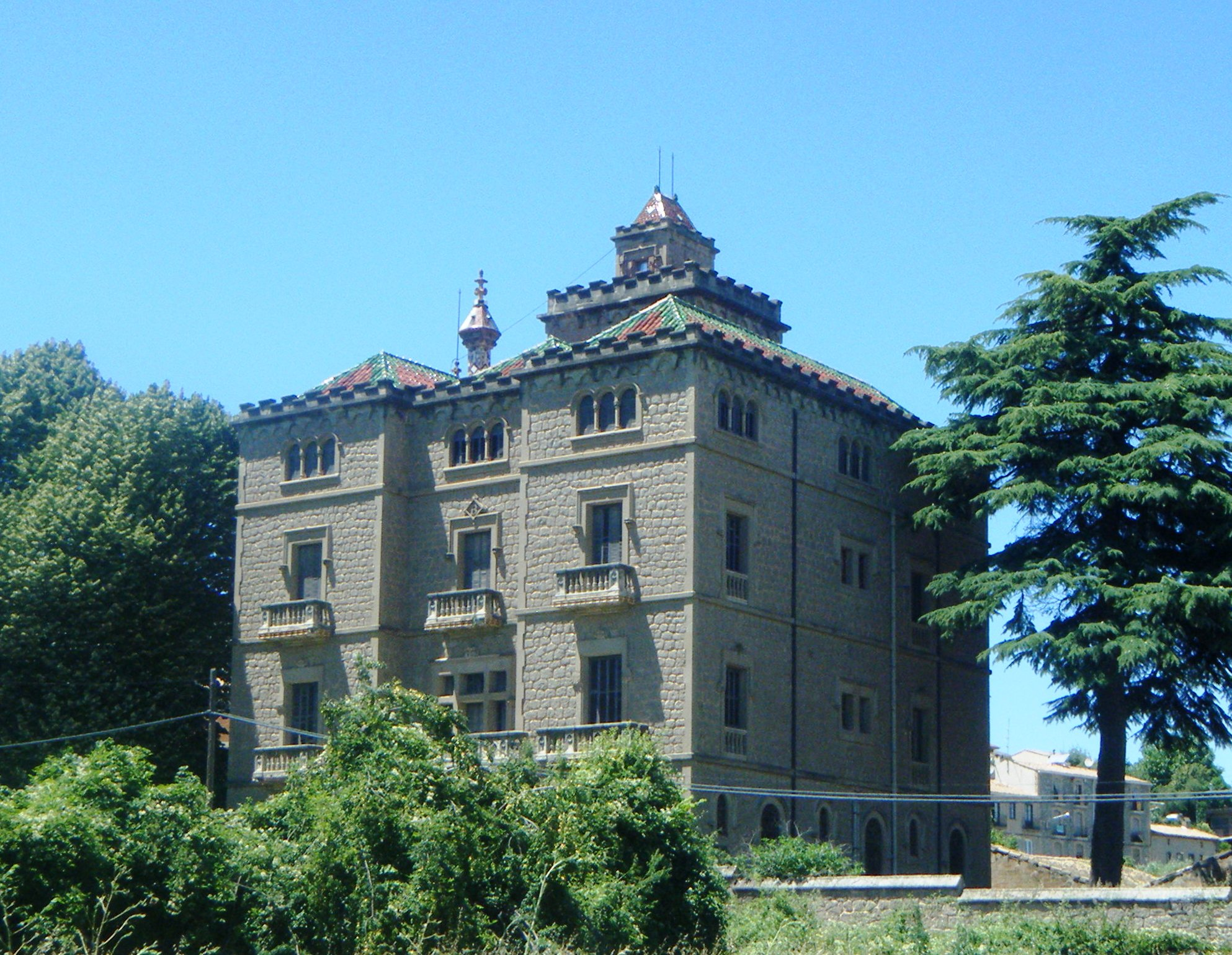
Torre de l'Amo de Cal Bassacs

### Atractius turístics
Tot i no sé específicament turístic, cal Bassacs té una sèrie de punts d'interès turístic dels àmbits arquitectònic, històric, arqueològic i d'edificis religiosos:
- Capella de Sant Marc de Cal Bassacs. És una capella del segle xviii, el màxim interès de la qual és l'absis paleocristià excavat a la roca. És de les primeres mostres del cristianisme a la comarca del Berguedà. Es veu l'ermita des de la carretera C-16.
- Restes de població d'època prehistòria als voltants de la Capella de Sant Marc de Cal Bassacs. A les roques.
- Colònia Industrial Teixidor-Bassacs: Antiga fàbrica, Torre de l'Amo i pisos de la colònia. Està inclosa al Parc Fluvial del Llobregat, d'interès per al coneixement de la Història de la indústria a Catalunya
- Església de Santa Maria de Bassacs, de construcció moderna, amb un campanar molt interessant.
- Capella de Sant Antoni, al barri de Sant Antoni, entre cal Bassacs i Gironella.
- Camí vora el riu entre Gironella i Cal Bassacs. Part del Sender de petit recorregut PR C-144 conegut com a la Ruta de les colònies
- Restes de l'antic Pont del Diable, que creuava el riu Llobregat, destruït durant la Primera Guerra Carlina, en el camí que anava de Girona a Cardona, pont i camí utilitzats en la "ruta de la sal".

## Festes i tradicions
- Aplec de Sant Marc. Vot del poble de Gironella a Sant Marc. Se celebra el 25 d'abril des de temps immemorials. En la celebració es fa una Missa, benedicció del pa de Sant Marc i repartiment de coca i xocolata i una taronja. Hi acudeixen totes les escoles del municipi.
- Caramelles. Per Pasqua. Pels carrers del poble, diversos grups de cantaires de Gironella i voltants canten les caramelles. Antigament, per Pasqua se celebrava la Festa Major, que es va traslladar a l'estiu per motius meteorològics i que es va acabar perdent.
- L'ouada. Per pasqüetes (diumenge posterior a Pasqua). Els caramellaires ofereixen a tothom qui ho vol un entrepà de truita a la francesa o truita amb alls tendres. Es fa per agrair la col·laboració de la gent a les caramelles.
- Sant Joan. Festa Major actual.
- Missa del Gall. Nit de Nadal.

Altres festes que s'han perdut, a banda de la Festa Major, són els actes del carnestoltes, la Festa de Sant Cristòfol, moltes revetlles d'estiu i la cavalcada dels Reis d'Orient. En l'actualitat, l'AMPA del CEIP Sant Marc, amb col·laboració de l'Associació de Veïns de Cal Bassacs i de l'Associació de Veïns de Viladomiu Vell organitza a nivell intern la cavalcada dels Reis d'Orient el dia 5 de gener.